# 今西与三郎
今西 与三郎（いまにし よさぶろう、1887年4月25日 - 1962年9月23日）は、日本の経営者。

## 来歴
現在の大阪府大阪市出身。1912年7月に京都帝国大学法学科を卒業し、山下汽船に入社。外遊と大阪商船での勤務を経て、1918年に山下汽船に復帰した。
1917年に今西林三郎の次女と結婚し、養嗣子となる。
阪神電鉄では、堀啓次郎社長の下で、1924年10月に監査役に就任し、取締役を経て専務取締役を務め、山口覚二常務取締役らと実務を担った。
1935年4月25日、堀社長、山口常務が辞任。今西が社長になり、石井五郎が専務取締役に、岡喜太郎が常務取締役に就任した。
同35年4月から1946年10月までの社長在任時には、阪神国道自動車を阪神傘下に収め、神戸乗り入れの地下線開業と梅田駅の地下化と三宮阪神ビルと梅田阪神ビルの竣工などを行った。